# Amère Récolte
Pour plus de détails, voir Fiche technique et Distribution.
Amère Récolte (Bittere Ernte) est un film allemand réalisé par Agnieszka Holland, sorti en 1985. Le film fut nommé à l'Oscar du meilleur film en langue étrangère.

## Synopsis
Au cours de l'hiver 1942-1943, une famille juive saute d'un train traversant la Silésie. Ils sont séparés dans les bois, et Léon, un paysan local qui est maintenant un fermier d'une certaine richesse, découvre la femme, Rosa, et la cache dans sa cave. Léon est un célibataire catholique d'âge moyen, tourmenté par sa pulsion sexuelle. Il ne dit pas à Rosa qu'il a vu des signes que son mari est vivant, et il la supplie de l'aimer. Rosa s'offre à Léon s'il veut aider un juif local à se cacher qui a besoin d'argent. Léon paie, et l'amour entre Rosa et lui se développe, mais la soumission paysanne de Leon et son empathie limitée conduisent à la tragédie.

## Fiche technique
- Titre : Amère Récolte
- Titre original : Bittere Ernte
- Réalisation : Agnieszka Holland
- Scénario : Agnieszka Holland et Paul Hengge d'après le roman de Hermann H. Field et Stanislaw Mierzenski
- Production : Artur Brauner, Peter Hahne et Klaus Riemer
- Musique : Jörg Straßburger
- Photo : Jozef Ort-Snep
- Pays d'origine : RFA
- Genre : Drame, romance et historique
- Durée : 105 minutes
- Date de sortie :  1985

## Distribution
- Armin Mueller-Stahl : Leon Wolny
- Elisabeth Trissenaar : Rosa Eckart
- Wojciech Pszoniak : Cybulkowski
- Gerd Baltus : Geistlicher
- Anita Höfer : Pauline
- Hans Beerhenke : Kaspar
- Margit Carstensen : Eugenia
- Kurt Raab : Maslanko